# Bordj El Kiffan
Bordj El Kifan (em árabe: برج الكيفان), anteriormente Fort-de-l'Eau, é uma comuna localizada na província de Argel, no norte da Argélia. Sua população era de 151 950 habitantes, em 2008.